# Personnages de Genshin Impact
Pour un article plus général, voir Genshin Impact.
Cette page présente la liste des personnages de Genshin Impact.

## Origine inconnue
- Aether : L'un des deux personnages de départ, qui a atterri dans Teyvat après avoir été séparée de sa sœur lors d'une bataille dans un autre monde. Son but est de la retrouver. Son nom est personnalisable et il est généralement appelé "Le Voyageur" dans le jeu.

- Lumine : L'un des deux personnages de départ, qui a atterri dans Teyvat après avoir été séparée de son frère lors d'une bataille dans un autre monde. Son but est de le retrouver. Son nom est personnalisable et elle est généralement appelée "La Voyageuse" dans le jeu.

- Aloy (Cryo) : Elle est l'héroïne du jeu vidéo Horizon Zero Dawn et est présentée comme un personnage de collaboration entre Guerrilla Games et HoYoverse.
- Skirk (Cryo) : doublée par Noto Mamiko (japonais), Xie Ying (chinois), Seo Dahye (coréen) et Cat Protano (anglais), cette visiteuse, précédemment apparue dans une brèche abyssale et dans la mer primordiale, est une guerrière solitaire qui a encadré Tartaglia pendant sa maîtrise des arts martiaux.

## Mondstadt
- Albedo (Géo) : doublé par Kenji Nojima (japonais), Minyue Lu (chinois), Kim Myungjun (coréen) et Khoi Dao (anglais), un alchimiste de Mondstadt au service des Chevaliers de l'Ordre de Favonius en tant que Chef Alchimiste et Capitaine de l'équipe d'investigation. Personnage énigmatique, il a été créé artificiellement grâce à l'art de Khemia (procédé alchimique poussé) par l'alchimiste Gold (aussi appelé Rhinedottir), grande figure de Khaenri'ah.

- Amber (Pyro) : doublée par Manaka Iwami (japonais), 蔡书瑾 (chinois), Kim Yeon-woo (coréen) et Kelly Baskin (anglais), une fille simple et pleine d'énergie, qui est la seule éclaireuse de l'Ordre de Favonius. Sa maîtrise du planage a fait d'elle la triple championne du Championnat de Planage de Mondstadt.

- Barbara (Hydro) : doublée par Akari Kitō (japonais), 宋媛媛 (chinois), Yun A-yeong (coréen) et Laura Stahl (anglais), la diaconesse de l'Ordre de Favonius est une star de la chanson adulée à Mondstadt et aussi une religieuse qui aime aider les autres. Elle est la sœur de Jean, qu'elle admire au point de jalouser ses multiples talents.

- Bennett (Pyro) : doublé par Ryōta Ōsaka (japonais), 穆雪婷 (chinois), Song Ha-rim (coréen), Cristina Vee Valenzuela (anglais), le chef de la Bande de Benny. Il est le seul membre à cause de sa malchance légendaire, il est un grand fan de Barbara, appartenant à son fan club.
- Dahlia (Hydro) : doublé par Yamamoto Kazutomi (japonais), Feng Xiu (chinois), Seok Seung-hoon (coréen) et Aileen Mythen (anglais), ce diacre de l’Église de Favonius est le représentant de l’Archon Anémo au sein de l’Église.

- Diluc (Pyro) : doublé par Kenshō Ono (japonais), 马洋 (chinois), Choi Seung-hoon (coréen), Sean Chiplock (anglais), un homme mystérieux, propriétaire du Domaine de l'Aurore, ayant une identité secrète de justicier afin de protéger Mondstadt. Il semble partager une certaine rivalité avec Kaeya, son frère par adoption. Il fait partie de l'une des deux seules familles nobles encore présente à Mondstadt, le clan Ragnvindr.

- Diona (Cryo) : doublée par Shiori Izawa (japonais), Ya Nuo (Chinois), Woo Jeong-Shin (Coréen) et Dina Sherman (anglais), la reine du cocktail à la Queue de Chat, star de l'industrie du vin de Mondstadt. Elle est plus précisément originaire de Deauclaire, village limitrophe au sud de Mondstadt. C'est une enfant mi-chat mi-humaine. Bien qu'elle haïs l'alcool à cause de son père alcoolique, une sorte de malédiction rend toutes ses préparations alcoolisées délicieuses.

- Eula (Cryo) : doublée par Rina Sato (japonais), Ziyin (chinois), 김현지 (coréen) et Suzie Yeung (anglais), le « Chevalier aux Embruns », né de l’ancien clan Lawrence et capitaine de l’unité de reconnaissance des chevaliers de l’Ordre de Favonius.

- Fischl (Électro) : doublée par Maaya Uchida (japonais), Minyue Lu (chinois), Park Go-woon (coréen), Brittany Cox (anglais), la Princesse du Châtiment, celle-ci utilise une façon de parler assez difficile à suivre, souvent traduit par son fidèle Oz, un corbeau. Oz est doublé par Masutani Yasunori (japonais), Zhao Yuecheng (chinois), Lee Hyun (coréen) et Ben Pronsky (anglais).

- Jean (Anémo) : doublée par Chiwa Saitō (japonais), 林簌 (chinois), Ahn Young-mi (coréen) et Stephanie Southerland (anglais), chevalier du croc de Lion et chevalier au pissenlit. Grande Maîtresse de l'Ordre de Favonius, elle prend son devoir très à cœur et est prête à rendre service à tout Mondstadt. Les Chevaliers sont d'accord qu'elle travaille trop et qu'elle devrait se ménager un peu. Elle admire Venessa (que l'on pourrait affilier à la déesse protectrice de Mondstadt).

- Kaeya (Cryo): doublé par Kōsuke Toriumi (japonais), 孙晔 (chinois), Jeong Joo-won (coréen) et Josey Montana McCoy (anglais), le plus fidèle allié de Jean dans l'Ordre de Favonius. Il est toujours à la tâche, parfois trop, mais semble tremper dans des affaires assez louches. Il a l'air de partager un passé compliqué avec Diluc, son frère par adoption. Kaeya serait originaire de Khaenri'ah.

- Klee (Pyro) : doublée par Misaki Kuno (japonais), 花玲 (chinois), Bang Yeon-ji (coréen) et Poonam Basu (anglais), le Chevalier de l'Étincelle de l'Ordre de Favonius. Elle n'est jamais bien loin des explosions et est souvent réprimandée par Jean. Elle semble être une petite fille joviale. Malgré leurs caractères différents, elle s'entend bien avec Albedo, recueilli par la mère de Klee, Alice, elle le considère comme son frère.

- Lisa (Électro) : doublée par Rie Tanaka (japonais), 钟可 (chinois), Park Go-woon (coréen) et Mara Junot (anglais), une sorcière érudite dont l'étendue des connaissances n'a d'égal que son amour pour un sommeil de qualité. Elle est la bibliothécaire de l'Ordre de Favonius.

- Mika (Cryo) : doublé par Sanpei Yūko (japonais), 邓宥希 (chinois), Yoon Eun-seo (coréen) et Robb Moreira (anglais). Un jeune chevalier qui est un membre d'avant-garde clé de l'unité d'expédition. Calme et modeste, Mika prend au sérieux chaque tâche qu'il accomplit et est capable de préparer d'excellentes rations.

- Mona (Hydro) : doublée par Konomi Kohara (japonais), 陈婷婷 (chinois), Woo Jeong-sin (coréen) et Felecia Angelle (anglais), une jeune astromancienne mystérieuse, toujours en manque d'argent. Elle excelle dans son métier et est une utilisatrice de catalyseur.

- Noëlle (Géo) : doublée par Kanon Takao (japonais), 宴宁 (chinois), Lee Bo-hee (coréen) et Laura Faye Smith (anglais), la Servante de l'Ordre de Favonius. Elle rêve de devenir chevalier.

- Razor (Électro) : doublé par Kōki Uchiyama (japonais), 周帅 (chinois), Kim Seo-yeong (coréen) et Todd Haberkorm (anglais), un enfant-loup mystérieux à l'agilité surprenante.

- Rosaria (Cryo) : doublée par Kakuma Ai (japonais), 张安琪 (chinois), Kim Bo-na (coréen) et Elizabeth Maxwell (anglais), est une religieuse qu'en apparence, ne participe à aucune activité avec les sœurs de l'église, déteste les heures de travail supplémentaires, et protège Mondstadt à sa façon.

- Sucrose (Anémo) : doublée par Akane Fujita (japonais), 小敢 (chinois), Kim Ha-yeong (coréen) et Valeria Rodriguez (anglais), elle est l'apprentie d'Albedo et une bio-alchimistre très curieuse.

- Venti (Anémo) : doublé par Ayumu Murase (japonais), 喵酱 (chinois), Jung Yoo-jung (coréen) et Erika Harlacher (anglais), un barde inconnu, avec un penchant pour la boisson ; il est en réalité l'Archon Anémo, Barbatos, et le meilleur ami de Dvalin, le dragon, l'un des quatre Vents.

## Liyue
- Baizhu (Dendro) : doublé par Kōji Yusa (japonais) 秦且歌 (chinois), Lee Hosan (coréen) et Sean Durrie (anglais). Il est le propriétaire du Cottage Bubu, une pharmacie à Liyue. Changsheng est le serpent blanc posé sur ses épaules.
- Beidou (Électro) : doublée par Ami Koshimizu (japonais), Yajing Tang (chinois), Jeong Yoo-mi (coréen) et Allegra Clark (anglais), c'est le capitaine de la flotte du Crux, elle est franche et directe et a obtenu son œil divin en tuant un monstre marin.

- Chongyun (Cryo) : doublé par Soma Saito (japonais), Kinsen (chinois), Yang Jeong-hwa (coréen), Beau Bridgland (anglais). Il est un jeune héritier d'une famille célèbre d'exorcistes, il doit cependant veiller à contrôler son énergie. Il ne peut pas manger de nourriture épicée ou chaude.
- Gaming (Pyro) : doublé par Shohei Komatsu (japonais), Xie Ying (chinois), Kim Yoon-ki (coréen), Caleb Yen (anglais). Gardien de l'agence de transport sécurisé Sword and Strongbox, Gaming est considéré comme la meilleure personne de l'agence pour transporter et protéger les marchandises, et est également le chef de la troupe de danse Mighty Mythical Beasts.

- Ganyu (Cryo) : doublée par Reina Ueda (japonais), Kim Sun-hye (coréen), Su Lin (chinois), Jeniffer Losi (anglais), c’est une émissaire et secrétaire du Qixing de Liyue mi-femme, mi-Adepte. Elle aime travailler. Elle est sous contract avec l'Archon Géo.

- Hu Tao (Pyro) : doublée par Rie Takahashi (japonais), Dian Tao (chinois), Kim Ha-ru (coréen), Brianna Knickerbocker (anglais), c’est la 77e directrice du funérarium Wangsheng, malgré son jeune âge et ses 1 001 tours, c’est quelqu’un de travailleur. Elle a un caractère enfantin, ce qui fait que certaines personnes ne la prennent pas au sérieux.

- Keqing (Électro) : doublée par Eri Kitamura (japonais), Ying Xie (chinois), Lee Bo-hee (coréen),Kayli Mills (anglais), l'Alioth, une des Sept étoiles de Liyue.
- Lan Yan (Anémo) : doublée par Wakayama Shion (japonais), Liu Shishi (chinois), Kim Soon-mi (coréen) et Anna Devlin (anglais), une rotinière du Vallon Chenyu. Claire d'esprit et de bon caractère, elle est aussi agile qu'une source de montagne.

- Ningguang (Géo) : doublée par Sayaka Ohara (japonais), 杜冥鸦 (chinois), Gwak Gyu-mi (coréen) et Erin Ebers (anglais), la Maîtresse de la Chambre de Jade et la Megrez des Sept Étoiles de Liyue, toujours au cœur des rumeurs les plus folles.

- Qiqi (Cryo) : doublée par Yukari Tamura (japonais), 宴宁 (chinois), Lee Seul (coréen) et Christie Cate (anglais), une enfant zombie, cueilleuse et apprentie au Cottage Bubu.

- Shenhe (Cryo) : doublée par Ayako Kawasumi (japonais), Ziyi Qin (chinois), Lee Hyun-ji (coréen) et Chelsea Kwoka (anglais). Fille d'un couple d'exorcistes anonymes, Shenhe a été accueillie par Souffle-Nuages en tant que disciple à la suite d'un incident traumatisant au cours de son enfance.

- Xiao (Anémo) : doublé par Matsuoka Yoshitsugu (japonais), 金船 (chinois), Sim Kyu-hyuk (coréen) et Laila Berzins (anglais), puissant Adepte éclairé de Liyue, connu sous le nom de Gardien Yaksha et il a pour rôle de chasser les démons.
- Xiangling (Pyro) : doublée par Ari Ozawa (japonais), 小N (chinois), Yun A-yeong et Jackie Lastra (anglais), le Cordon Bleu du peuple. Elle est toujours en quête de nouvelles recettes délicieuses et aux ingrédients bien mystérieux.
- Xianyun (Anémo) : doublée par Mana Nakatomi (japonais), Qin Ziyi (chinois), Kang Si-hyeon (coréen) et Stephanie Panisello (anglais). Forme humaine de l'Adepte Souffle-Nuage, il s'agit de l'une des plus ancienne alliée de Morax ainsi que le mentor de Ganyu et de Shenhe.

- Xingqiu (Hydro) : doublé par Junko Minagawa (japonais), 唐雅菁 (chinois), Gwak Gyu-mi (coréen) et Cristina Vee Valenzuela (anglais), il fait partie du clan des marchants de Feiyun. C'est un jeune homme intègre et serviable.

- Xinyan (Pyro) : doublée par Chiaki Takahashi (japonais), Yaxin Wang (chinois), Kim Chae-ha (coréen) et Laura Stahl (anglais), la seule et unique rockeuse de Liyue. Elle combat les préjugés avec sa musique et ses chansons passionnées.

- Yanfei (Pyro) : doublée par Yumiri Hanamori (japonais), 苏子芜 (choinois), Cho Kyung-yi (coréen) Lizzie Freeman (anglais). Une conseillère juridique mi-femme, mi-Adepte redoutable.

- Yun Jin (Géo) : doublé par Koiwai Kotori (japonais), Wenxiao He(贺文潇) (Chinois), Sa Mun-yeong (Coréen), Judy Alice Lee (anglais). Elle est également doublée par Yang Yang (杨扬) (dans toutes les langues) pour sa voix chantée. Elle est une danseuse, chanteuse d'opéra et brasseuse prestigieuse qui travaille au Salon de thé Heyu.

- Yelan (Hydro) : doublée par Aya Endō (japonais), Hui Xu (chinois), Min-a (Coréen) et Laura Post (Anglais), Une mystérieuse personne qui récolte du travail pour les affaires civiles. Cependant, elle est à la tête de la maison de thé Yanshang

- Yaoyao (Dendro) : doublée par Kadowaki Mai (japonais), 刘颐诺 (choinois), Yu Hye-ji (coréen) et Kelsey Jaffer (anglais). Elle est la disciple de Xiangling et assistante de Ganyu.
- Zhongli (Géo) : doublé par Tomoaki Maeno (japonais), Peng Bo (Chinois), Pyo Yeong-jae (Coréen) et Keith Silverstein (anglais), et travaille au Funérarium Wangsheng où il y maîtrise les traditions de Liyue bien mieux que n'importe quel érudit. Personne ne sait d'où il vient, ni le connaît vraiment car il est en fait l'Archon Géo (Morax), Dieu des contrats et protecteur de Liyue.

## Inazuma
- Arataki Itto (Géo) : doublé par Takanori Nishikawa (japonais), Zhaokun Liu (Chinois), Song Joon-seok (Coréen) et Max Mittelman (anglais). Descendant de l'oni cramoisi, Itto est également le chef et fondateur du gang Arataki.
- Chiori (Géo) : doublée par Taketatsu Ayana (japonais), Chen Yang (chinois), Lee Da-eun (Coréen) et Brittany Lauda (anglais), la propriétaire de la Boutique Chioriya et une tailleuse réputée dans tout Fontaine.

- Gorou (Géo) : doublé par Tasuku Atanaka (japonais), 杨昕燃 (chinois), Lee Sae-byeok (coréen) et Cory Yee (anglais). En tant que général de Watatsumi, il combat aux côtés de Sangonomiya Kokomi dans la résistance.

- Kaedehara Kazuha (Anémo) : doublé par Nobunaga Shimazaki (japonais), 斑马 (chinois), Kim Shin-woo (coréen) et Mark Whitten (anglais). Un samouraï errant d'Inazuma. Il voyage avec Beidou temporairement depuis que celle-ci l'a pris sous son aile alors qu'il fuyait son pays.

- Kamisato Ayaka (Cryo) : doublée par Saori Hayami (japonais), Xiao N (chinois), Lee Yu-ri (coréen) et Erica Mendez (anglais). Elle est la fille du clan Kamisato de la Commission culturelle. Digne et élégante, mais aussi sage et forte.

- Kamisato Ayato (Hydro) : doublé par Akira Ishida (japonais), 赵路 (chinois), Jang Min-hyeok (coréen) et Chros Hackney (anglais), il est le frère de Kamisato Ayaka et le chef du clan Kamisato donc de la commission culturelle.
- Kirara (Dendro) : doublée par Sayumi Suzushiro (japonais), Sun Yangqi (chinois), Kang Eun-ae (coréen) et Julia Gu (anglais). Une nekomata qui travaille comme coursière pour Komaniya Express

- Kujou Sara (Électro) : doublée par Asami Seto (japonais), Yang Menglu (chinois), Mun Ji-yeong (coréen) et Jeannie Tirado (anglais), la fille adoptive du clan Kujou, responsable de la commission administrative, elle est en réalité un tengu.

- Kuki Shinobu (Électro) : doublée par Kaori Mizuhashi (japonais), 杨凝 (chinois), Kim Yool (coréen) et Kira Buckland (anglais), elle est l’acolyte d’Arataki Itto et l’adjoint du Gang Arataki.

- Sangonomiya Kokomi (Hydro) : doublée par Suzuko Mimori (japonais), 龟娘 (chinois), Yeo Yun-mi (coréen) et Risa Mei (anglais), elle est la Prêtresse divine et l'autorité suprême de l'île de Watatsumi. Elle mettra en application ses talents de stratèges face à l'armée de la Shogun, en dirigeant la résistance.

- Sayu (Anémo) : doublée par Aya Suzaki (japonais), Sakula小舞 (chinois), Lee Ji-hyeon (coréen) et Lilypichu (anglais), une Ninja du Shuumatsuban, elle passe son temps à dormir car elle pense que cela lui permettra de grandir.
- Scaramouche / Le Nomade (Anémo) : doublé par Tetsuya Kakihara (japonais), Luyin (chinois), Min Seung-woo (coréen) et Patrick Pedraza (anglais). Il était le sixième membre des onze Exécuteurs Fatui. Il est une marionnette créée par Ei. Une silhouette itinérante dont l’identité est un mystère. S’habillant comme un ascète des montagnes, il n’en joue cependant pas le rôle.

- Shikanoin Heizou (Anémo) : doublé par Iguchi Yuuichi (japonais), 林景 (chinois), Jeong-Ui-jin (coréen) et Kieran Regan (anglais). Il est un détective qui travaille pour la commission administrative.

- Shogun Raiden (Électro) : doublée par Miyuki Sawashiro (japonais), Juhuahua (chinois), Park Ji-yoon (coréen) et Anne Yatco (anglais), l'Archon Électro qui dirige Inazuma d'une main de fer. À la recherche de l'éternité, elle a établi un décret de confinement à son pays et un décret de saisie des yeux divins pour se rapprocher de son objectif. Elle est un pantin crée par Raiden Ei, la vrai souveraine d'Inazuma pour régner le pays à sa place. Pour éviter le changement et conserver l'éternité, Ei se réfugie dans le plan euthymique, un endroit crée par sa conscience.

- Thomas (Pyro) : doublé par Masakuza Morita (japonais), 张沛 (chinois), Ryu Seung-gon (coréen) et Christian Banas (anglais), il est employé de maison pour le Clan Kamisato qui gère la commission culturelle. Il est aussi connu comme « négociateur » à Inazuma bien qu'il vienne de Mondstadt, cité de la liberté. Il semble débonnaire au premier abord mais est en réalité très responsable dans ce qu'il fait.

- Yae Miko (Électro) :  doublée par Sakura Ayane (japonais), 杜冥鸦 (chinois), Moon Yoo-jeong (coréen) et Ratana (anglais). Elle est la directrice du sanctuaire Narukami à Inazuma. Elle est aussi la meilleure amie de la Shogun (détail qui aura son importance dans l'histoire).

- Yoimiya (Pyro) : doublée par Kana Ueda (japonais), Jinna (chinois), Bak Sin-hee (coréen) et Jenny Yokobori (anglais). Elle est propriétaire des « Feux de Naganohara ». Connue sous le nom de « Reine du festival d’été », elle excelle dans son art de créer des feux d’artifice qui symbolisent les espoirs et les rêves des gens.
- Yumemizuki Mizuki (Anémo) : doublée par Aizawa Saya (japonais), Fú Mèng Ruò Wēi (chinois), Kim Seo-hyun (coréen) et Naomi McDonald (anglais), actionnaire des Bains Aisa, ce Baku dévoreur de rêves exerce en tant que psychoclinicienne. Elle est dévouée à dissiper les cauchemars et à apporter la paix intérieure aux gens.

## Sumeru
- Alhaitham (Dendro) : doublé par Umehara Yuuichirou (japonais), 杨超然 (chinois), Jun Seung Hwa (coréen) et Nazeeh H. Tarsha (anglais). Alhaitham est le scribe de l'Académie de Sumeru et un membre de l'Haravatat.

- Candace (Hydro) : doublée par Ryoka Yuzuki (japonais), Zhang Qi (chinois), Jeon Yeongsu (coréen) et Shara Kirby (anglais). Originaire du désert de Sumeru, elle protège de son bouclier le village Aaru. Selon certains, elle serait la descendante du roi Deshret.

- Collei (Dendro) : doublée par Maekawa Ryoko (japonais), Qin Wenjing (chinois), Bang Siu (coréen) et Christina Costello (anglais). Elle est une garde forestière en formation active dans la Forêt d'Avidya. Derrière ses paroles et ses actions enthousiastes se cache une personnalité légèrement introvertie[1]. Elle est le protagoniste du manga Genshin Impact dans lequel une large partie de son passé est expliqué.

- Cyno (Électro) : doublé par Miyu Irino (japonais), Li Qingyang, (chinois), Lee Woo-ri (coréen) et Alejandro Saab (anglais). Cyno est le général Mahamatra chargé de superviser les chercheurs de l'Académie. Son devoir est d'arrêter les individus qui enfreignent les règles de l'Académie, de mettre fin aux recherches illégales et de maintenir l'ordre au sein de l'institution[2].
- Dehya (Pyro) : doublée par Fukuhara Ayaka (japonais), 陈雨 (chinois), Kim Hyeon-sim (coréen) et Amber May (anglais). Une membre des Érémites, une bande de mercenaires vaguement organisée qui agit dans le désert de Sumeru. Courageuse et puissante, elle possède une excellente réputation parmi ses pairs.

- Dori (Électro) : doublée par Tomoko Kaneda (japonais), Wang Xiaotong (chinois), Lee Myeong-ho (coréen) et Anjali Kunapaneni (anglais). Une marchande ambulante avare, prête à tout pour les moras. On ne sait pas où elle déniche ses produits mais une chose est sûre, si vous êtes prêt à payer, elle pourra vous trouver n'importe quel objet, quelle que soit sa rareté.

- Faruzan (Anémo) : doublée par Horie Yui (japonais), 阎萌萌 (chinois), Kim You-rim (coréen) et Chandni Parekh (anglais). Une chercheuse exceptionnelle de l'Académie qui vient « du siècle dernier » et une fondatrice des cours de mécanique classique. Malgré son affiliation à l'Haravatat, ses talents de machiniste étaient réputés dans tout Sumeru... Même si cette reconnaissance a été oubliée dans les méandres du temps, tout comme elle.

- Kaveh (Dendro) : doublé par Uchida Yuma (japonais), 刘三木 (chinois), Lee Jung-min (coréen) et Ben Balmaceda (anglais). Un célèbre architecte de Sumeru, considéré comme l'étoile du Kshahrewar et l'une des personnalités les plus appréciées dans son domaine. Kaveh est également le colocataire d'Alhaitham.

- Layla (Cryo) : doublée par Tomita Miyu (japonais), 侯小菲 (chinois), Kang Sae-Bom (coréen) et Ashely Biski (anglais). Étudiante au Rtawahist, Layla est spécialisée en astrologie théorique et dessine sans relâche, de jour comme de nuit, des cartes des étoiles afin de rédiger sa thèse.

- Nilou (Hydro) : doublée par Kanemoto Hisako (japonais), Zisu Jiuyue (chinois), Chae Rim (coréen), Dani Chambers (anglais). Nilou est une danseuse qui aime la subtilité et la délicatesse de l'art et plus particulièrement de la danse. Elle est vivement critiquée par les membres de l'académie qui jugent sa passion comme inutile et stupide.
- Nomade (Anémo) : doublé par Kakihara Tetsuya (japonais), 鹿暗 (chinois), Min Seung-woo (coréen) et Patrick Pedraza (anglais). Anciennement Scaramouche, il s'agit d'une marionnette créée par la Shogun Raiden ainsi qu'un ancien membre des Exécuteurs Fatui.

- Tighnari (Dendro) : doublé par Sanae Kobayashi (japonais), Moran (chinois), Jung Ui-taek (coréen) et Zachary Gordon (anglais). Tighnari est un brillant chercheur en botanique qui préfère la forêt aux bureaux de l'académie. Carnet à la main, il répertorie les catégories de plantes et les dangers qui pourraient être présents dans la Forêt d'Avidya. Membre des brigadiers forestiers, il est toujours enthousiaste à l'idée de guider et d'aider les jeunes membres de la brigade.

- Rani Kusanali/Nahida (Dendro) : doublée par Yukari Tamura (japonais), Hualing (chinois), Park Shi-Yoon (coréen) et Kimberley Anne Campbell (anglais). Il s'agit de l'actuel Archon Dendro qui dirige Sumeru. Elle est également connue sous le nom de Buer, Petit Seigneur Kusanali ou bien Dieu de la Sagesse.
- Sethos (Électro) : doublé par Chiba Shoya (japonais), Li Lanling (chinois), Kim Dong-hyun (coréen) et Zeno Robinson (anglais), l'héritier du Temple du silence. Originaire du désert, il est porteur de secrets.

## Fontaine
- Charlotte (Cryo) : doublée par Azumi Waki (japonais et Maya Aoki Tuttle (anglais), infatigable journaliste de l'Oiseau de vapeur, en constante recherche de la "vérité".
- Chevreuse (Pyro) : doublée par Shino Shimoji (japonais), Pan Danni (chinois), Chae Min-ji (coréen) et Erica Lindbeck (anglais). Une mousquetaire capitaine de la Patrouille de Surveillance Spéciale, une branche spéciale des forces de l'ordre de Fontaine.
- Clorinde (Électro) : doublée par Yui Ishikawa (japonais), Zhao Hanyu (chinois), Shin Na-ri (coréen) et Crystal Lee (anglais). Une fameuse duelliste de Fontaine qui sert également de garde du corps personnel de l'Archon Hydro.
- Émilie (Dendro) : doublée par Hikasa Yoko (japonais), Muzi Cheng (chinois), Kwon Da-ye (coréen) et Amber Aviles (anglais), une parfumeuse fontainoise, celle qui embouteille les secrets.
- Escoffier (Cryo) : doublée par Satō Satomi (japonais), Cai Haiting (chinois), Son Jeong-min (coréen) et Emily Cass (anglais), l’ancienne cheffe de l’Hôtel Debord, connue à Fontaine comme la suprême pâtissière et l’avant-garde de la gastronomie de précision, qui applique une exigence incomparable à sa
- Fréminet (Cryo) : doublé par Shunichi Toki (japonais) et Paul Castro Jr. (anglais), jeune homme réservé qui connait bien la plongée. Sous son air lointain et glacial se cache un cœur pur dépourvu de tout défaut. Frère de Lynette et Lyney.
- Furina (Hydro) : doublée par Inori Minase (japonais) et Amber Lee Connors (anglais). Archon Hydro, elle est le point central absolu de la scène du jugement, jusqu'aux applaudissements finaux.
- Lynette (Anémo) : doublée par Yu Sasahara (japonais) et Anairis Quiñones (anglais), assistante magique au verbe laconique, dont les émotions sont aussi impénétrables que celles d'un chat. Sœur de Lyney et Fréminet.
- Lyney (Pyro) : doublé par Hiro Shimono (japonais) et Daman Mills (anglais), célèbre magicien fontainois qui a un esprit agile et un grand don pour le bagou. Le public est captivé par ses compétences exquises et s'accroche à chacun de ses mots intelligents. Frère de Lynette et Fréminet.
- Navia (Geo) : doublée par Aki Toyosaki (japonais) et Brenna Larsen (anglais). Présidente de la Spina di Rosula, elle se consacre à la résolution des problèmes des habitants de Fontaine[3].

- Neuvillette (Hydro) : doublé par Hiroshi Kamiya (japonais) et Ray Chase (anglais), juge suprême de Fontaine, également connu comme l'iudex, est réputé pour son impartialité sans faille.
- Sigewinne (Hydro) : doublée par Kino Hina (japonais), Zhao Shuang (chinois), Kim Chae-rin (coréen) et Sarah Williams (anglais), l’infirmière en chef mélusine de la Forteresse de Méropide. Elle s’occupe de tous les prisonniers de manière équitable.

- Wriothesley (Cryo) : doublé par Daisuke Ono (japonais), Liu Beichen (chinois), Kwon Chang-wook (coréen) et Joe Zieja (anglais), duc de la Forteresse de Méropide est dans l'ombre le seigneur des profondeurs troubles.

## Snezhnaya
- Tartaglia (Hydro) : doublé par Ryohei Kimura (japonais), Dong Yu (Chinois), Nam Doh-hyeong (Coréen) et Grinffin Burns (anglais), affilié aux Fatui, est un combattant imprévisible venant des terres enneigées de Snezhnaya dont il ne sert à rien de chercher à deviner les intentions ou objectifs.
- Arlecchino (Pyro) : doublée par Mori Nanako (japonais), Huang Ying (chinois), Lee Myung-hee (coréen) et Erin Yvette (anglais), elle fait partie des Onze Exécuteurs Fatui. Quatrième Exécutrice des Fatui, Arlecchino est une diplomate posée et impitoyable. Pour les enfants du Foyer de l'âtre, elle est leur « Père » redoutée mais fiable.. Elle apparaît pour la première fois dans le trailer Teyvat Chapter Interlude Teaser: A Winter Night's Lazzo. Son nom de code est « Le Valet ».

## Natlan
- Chasca (Anémo) : doublée par Kaida Yuhko (japonais), Zhang Ruoyu (chinois), Su-hyeon (coréen) et Lauren Amante (anglais), la médiatrice des Tlalocans, celle qui met fin à toutes les querelles.
- Citlali (Cryo) : doublée par Tano Asami (japonais), Liu Zhixiao (chinois), Lee Eun-jo (coréen) et Skyler Davenport (anglais), la grande shamane des Maîtres du vent nocturne et la grand-mère Itztli que tous dans la tribu respectent.
- Iansan (Électro) : doublée par Ohashi Ayaka (japonais), Zhen Li (chinois), Lee Jae-hyeon (coréen) et Katrina Salisbury (anglais), entraîneuse principale du club de fitness du Collectif de l'abondance et nutritionniste réputée de Natlan.
- Ifa (Anémo) : doublé par Terashima Junta (japonais), Lu Shujun (chinois), Park Ki-wook (coréen) et Jonny Loquasto (anglais), un vétérinaire du Clan des fleurplumes qui apprécie sincèrement la compagnie des gens, des animaux et de tous les autres êtres vivants.
- Kachina (Géo) : doublée par Kubo Yurika (japonais), Jing Chen (chinois), Son Seon-young (coréen) et Kristen McGuire (anglais), une jeune guerrière des Nanatzcayens à qui a été accordé l'antique nom d'« Uthabiti ». C'est une jeune fille bienveillante et déterminée qui grandit en affrontant l'adversité.
- Kinich (Dendro) : doublé par Sugiyama Noriaki (japonais), Banma (chinois), Kang Seong-woo (coréen) et John Patneaude (anglais), un chasseur de sauriens des Huitztlans qui excelle en calcul des coûts.
- Mavuika (Pyro) : doublée par Komatsu Mikako (japonais), Li Ye (chinois), Kim Na-yul (coréen) et Katiana Sarkissian (anglais), la dirigeante de Natlan qui a hérité de l'antique nom de Kiongozi. Elle a fait le vœu d'illuminer l'avenir de la nation en guerre avec le sanctifeu.
- Mualani (Hydro) : doublée par Toyama Nao (japonais), Wang Xiaotong (chinois), Kim Do-hee (coréen) et Cassandra Lee Morris (anglais), une guide bien connue à Natlan qui possède un magasin de sports nautiques et est experte dans toutes les formes de sports aquatiques.
- Ororon (Électro) : doublé par Kondo Takashi (japonais), Liang Dawei (chinois), Seo Jung-ik (coréen) et Nathan Nokes (anglais), un jeune homme appartenant aux Maîtres du vent nocturne qui vit principalement dans la nature aux côtés de toutes sortes de créatures.
- Varesa (Électro) : doublée par Mao Ichimichi (japonais), Qiao Su (chinois), Kim Yea-lim (coréen) et Jane Jackson (anglais), propriétaire d'un verger décontractée et guerrière du Collectif de l'abondance. Cette héroïne en herbe est en quête de justice... et de buffets à volonté !
- Xilonen (Géo) : doublée par Fairouz Ai (japonais), Mi Yang (chinois), Kim I-an (coréen) et Beth Curry (anglais), une forgeuse-nomenclatrice des Nanatzcayens. Elle est particulièrement douée pour trouver l'équilibre entre les lourdes responsabilités de son travail et son envie de mener une vie agréable.

## Personnages non confirmés

### Mondstadt
- Varka : Il s'agit de l'actuel Grand Maître des Chevaliers de l'Ordre de Favonius. On ne sait que peu de choses à son sujet hormis qu'il est parti avec la majorité des chevaliers en expédition dans le nord de Teyvat.
- Alice : Alice est la mère de Klee, une aventurière connue, autrice du Guide de l'Aventurier et la fondatrice du regroupement de sorciers, l'Hexenzirkel.

### Snezhnaya
- Il Dottore : Il est le deuxième des Onze Exécuteurs Fatui. Aperçu pour la première fois dans le manga, il est présent dans le jeu lors de la quête d'Archon de Sumeru.

- Pantalone : Il est le neuvième des Onze Exécuteurs Fatui. Il apparaît pour la première fois dans le trailer Teyvat Chapter Interlude Teaser: A Winter Night's Lazzo.

### Khaenri'ah
- Dainsleif : L'ancien capitaine de la Garde Royale de Khaenri'ah, condamné à l'immortalité après la destruction de celle-ci. Il rencontre occasionnellement le Voyageur et lui partage des informations sur son jumeau/jumelle.

## Personnages non-jouables

### Origine inconnue
- Paimon : Un personnage mystérieux qui accompagne le joueur depuis le début de son aventure, après que ce dernier l'ait sauvé alors qu'elle flottait dans la mer.
- Divinité inconnue : Une déesse mystérieuse qui enlève le jumeau ou la jumelle du protagoniste au début du jeu.

### Mondstadt
- La Signora (Pyro/Cryo) : Elle est le huitième membre des Onze Exécuteurs Fatui.

### Liyue
- Dandy : visible à quatre endroits de Liyue, elle propose au voyageur des défis contre le temps afin de récupérer des récompenses.

### Inazuma
- Le petit Kujirai : il est présent à seize endroits d'Inazuma, Il propose au voyageur une quête alternative permettant d'obtenir des primogemmes (monnaie du jeu permettant d'avoir des personnages et des armes)

### Snezhnaya
- Catherine : doublée par Mai Sato (japonais), Xiao N (chinois), Park Go-woon (coréen) et Erica Mendez (anglais). Réceptionniste de la guilde des Aventuriers sur les différentes régions de Teyvat, elle donne les quêtes quotidiennes au voyageur ainsi que leurs récompenses. Au cours du chapitre se déroulant à Sumeru, il est révélé que toutes les Catherine sont des poupées bioniques construites à Snezhnaya.

### Khaenri'ah
- Il Capitano : Il fait partie des Onze Exécuteurs Fatui, il est le Premier Exécuteur. Il apparaît pour la première fois dans le trailer Teyvat Chapter Interlude Teaser: A Winter Night's Lazzo.

## Doubleurs
| Personnage     | Voix Japonaise | Voix Chinoise | Voix Coréenne  | Voix Anglaise      |
| -------------- | -------------- | ------------- | -------------- | ------------------ |
| Aether         | Shun Horie     | Luyin         | Lee Kyung-tae  | Zach Aguilar       |
| Lumine         | Aoi Yūki       | Yanning       | Lee Sae-a      | Sarah Miller-Crews |
| Aloy           | Takagaki Ayahi | Mufei         | Jo Hyeon-jeong | Giselle Fernandez  |
| Paimon         | Aoi Koga       | Duoduo Poi    | Kim Ga-ryeong  | Corina Boettger    |
| Déite inconnue | Rie Kugimiya   | Tao Dian      | Inconnu        | Christie Cate      |
| Dainsleif      | Kenjiro Tsuda  | Sun Ye        | Choi Han       | Yuri Lowenthal     |